# Ljótipollur

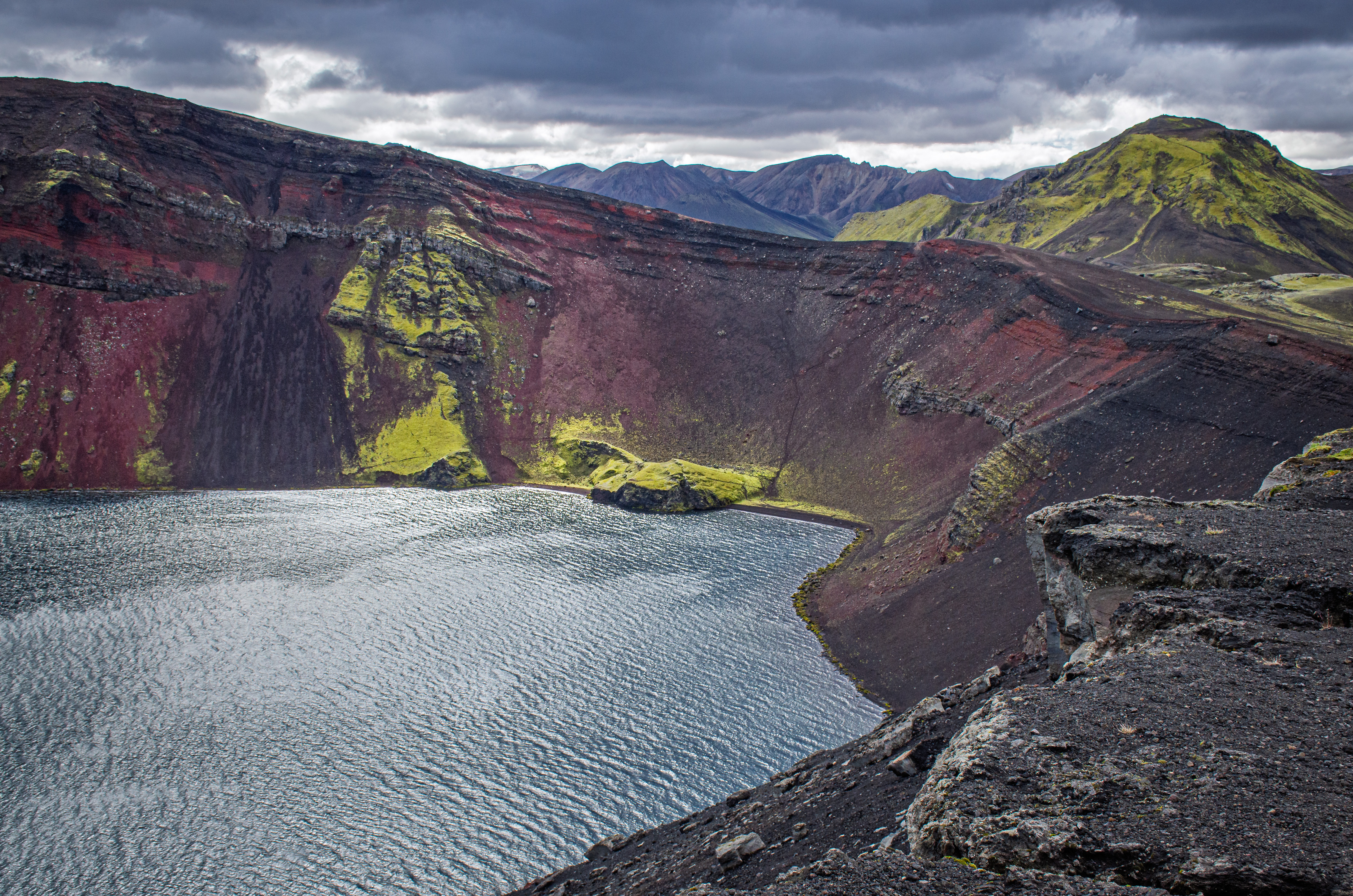
Ljótipollur

Beim Ljótipollur handelt es sich um einen Explosionskrater im Süden von Island. Er liegt im Gemeindegebiet von Rangárþing ytra.
Das durch drei Ausbruchsstellen längliche Maar befindet sich etwa 15 km nordöstlich von Landmannalaugar und nicht weit vom See Frostastaðavatn. Wie dieser gehört er zum Vulkansystem der Veiðivötn bzw. der Bárðarbunga und entstand in der Ausbruchsserie von 1477.
Der See im Krater besteht aus Grundwasser, und beherbergt, wie auch in den meisten anderen Seen der Gegend, Forellen, die geangelt werden können.
Eine schlechte Piste führt vom Fjallabaksleið nyrðri  auf den Krater. Nördlich und nordwestlich liegen noch weitere Seen, von denen der Bláhylur oder Hnausapollur mit einer Zufahrt zu erreichen ist.
Weitere isländische Explosionskrater sind z. B. die beiden Víti-Maare (Víti in der Askja-Caldera und Víti am Krafla) und der Tuffring Hverfjall.